# Consiliu de familie
În legislația din România, consiliul de familie este o instituție prevăzută de Codul Civil din 2011 și este un organ consultativ (fără personalitate juridică) constituit de instanța de tutelă, cu rolul de a supraveghea modul în care tutorele își exercită drepturile și își îndeplinește îndatoririle cu privire la persoana și bunurile minorului. Până la înființarea instanțelor de tutelă, atribuțiile acestora sunt exercitate de către judecătorii.
Consiliul de familie din codul civil este cu totul diferit ca și componență, rol, și situații în care se constituie, de instituția cu aceeași denumire reglementată  prin legea nr.217/2003 privind prevenirea și combaterea violenței în familie, definită ca fiind „asociația fără personalitate juridică și fără scop patrimonial, formată din membrii familiei care au capacitate deplină de exercițiu”, cu rol de prevenire a situațiilor conflictuale și de medierea între membrii familiei.

## Componență
Din consiliul de familie pot face parte:
- rudele, afinii, ținând seama de gradul de rudenie și de relațiile personale cu familia minorului;
- în lipsă de rude sau afini pot fi numite și alte persoane care au avut legături de prietenie cu părinții minorului sau care manifestă interes pentru situația acestuia;
- soțul și soția nu pot fi, împreună, membri ai aceluiași consiliu de familie.

Nu pot fi membri în consiliul de familie:
- tutorele;
- minorul, persoana pusă sub interdicție judecătorească sau cel pus sub curatelă;
- cel decăzut din exercițiul drepturilor părintești sau declarat incapabil de a fi tutore;
- cel căruia i s-a restrâns exercițiul unor drepturi civile, fie în temeiul legii, fie prin hotărâre judecătorească, precum și cel cu rele purtări reținute ca atare de către o instanță judecătorească;
- cel care, exercitând o tutelă, a fost îndepărtat din aceasta în condițiile art. 158 din Codul Civil;
- cel aflat în stare de insolvabilitate;
- cel care, din cauza intereselor potrivnice cu cele ale minorului, nu ar putea îndeplini sarcina tutelei;
- cel înlăturat prin înscris autentic sau prin testament de către părintele care exercita singur, în momentul morții, autoritatea părintească.

Poate refuza să facă parte din Consiliul de familie cel care, din cauza bolii, a infirmității, a felului activităților desfășurate, a depărtării domiciliului de locul unde se află bunurile minorului sau din alte motive întemeiate, nu ar mai putea să îndeplinească această sarcină.

## Instituirea Consiliului de familie
Consiliul de familie se instituie atunci când minorul se află în situația de a se institui tutela. Tutela minorului se instituie atunci când ambii părinți sunt, după caz, decedați, necunoscuți, decăzuți din exercițiul drepturilor părintești sau li s-a aplicat pedeapsa penală a interzicerii drepturilor părintești, puși sub interdicție judecătorească, dispăruți ori declarați judecătorește morți, precum și în cazul în care, la încetarea adopției, instanța hotărăște că este în interesul minorului instituirea unei tutele.
În cazul ocrotirii minorului prin părinți, prin darea în plasament sau, după caz, prin alte măsuri de protecție specială prevăzute de lege nu se va institui consiliul de familie.

## Procedura de constituire
Consiliul de familie poate fi constituit de către instanța de tutelă numai la cererea persoanelor interesate. Persoanele care îndeplinesc condițiile pentru a fi membri ai consiliului de familie sunt convocate la domiciliul minorului de către instanța de tutelă, din oficiu sau la sesizarea minorului, dacă acesta a împlinit vârsta de 14 ani, a tutorelui desemnat, a oricăror altor persoane care au cunoștință despre situația minorului.
Instanța de tutelă constituie consiliul de familie format din trei persoane dintre cele cu vocație, ținând seama de gradul de rudenie al membrilor și de relațiile personale cu familia minorului; numirea membrilor consiliului de familie se face cu acordul acestora. Minorul care a împlinit vârsta de 10 ani este ascultat. Pe lângă cei trei membri ai consiliului de familie, instanța de tutelă numește și 2 supleanți.

## Atribuții
Consiliul de familie, prezidat de persoana cea mai înaintată în vârstă, își îndeplinește rolul de a supraveghea modul în care tutorele își exercită drepturile și își îndeplinește îndatoririle cu privire la persoana și bunurile minorului astfel:
Dă avize consultative, la solicitarea tutorelui sau a instanței de tutelă, și ia decizii, în cazurile prevăzute de lege. Avizele consultative și deciziile se iau în mod valabil cu votul majorității membrilor săi. La luarea deciziilor, minorul care a împlinit vârsta de 10 ani va fi ascultat. Deciziile consiliului de familie vor fi motivate și consemnate într-un registru special constituit, ținut de unul dintre membrii consiliului, desemnat în acest scop de instanța de tutelă. Actele încheiate de tutore în lipsa avizului consultativ sunt anulabile. Încheierea actului cu nerespectarea avizului atrage numai răspunderea tutorelui.
Exemple de avize consultative:
- măsurile privind persoana minorului se iau de către tutore, cu avizul consiliului de familie, cu excepția măsurilor care au caracter curent;
- avizul consiliului de familie și autorizarea instanței de tutelă sunt necesare pentru orice acte de înstrăinare, împărțeală, ipotecare ori de grevare cu alte sarcini reale a bunurilor minorului făcute de tutore, pentru renunțarea la drepturile patrimoniale ale minorului și pentru încheierea în mod valabil a oricăror alte acte ce depășesc dreptul de administrare;
- în cazul recunoașterii capacității depline de exercițiu minorului pus sub tutelă,care a împlinit vârsta de 16 ani, instanța de tutelă va cere și avizul consiliului de familie;
- instanța de tutelă, cu avizul consiliului de familie, poate, ținând seama de mărimea și compunerea patrimoniului minorului, să decidă ca administrarea patrimoniului ori doar a unei părți a acestuia să fie încredințată, potrivit legii, unei persoane fizice sau persoane juridice specializate.
- deși tutela este o sarcină gratuită, totuși, pe perioada exercitării sarcinilor tutelei, tutorele poate primi o remunerație al cărei cuantum va fi stabilit de instanța de tutelă, cu avizul consiliului de familie și tot cu  avizul acestuia instanța de tutelă va putea modifica sau suprima această remunerație.

Exemple de decizii:
- Consiliul de familie stabilește suma anuală necesară pentru întreținerea minorului și administrarea bunurilor sale și poate modifica, potrivit împrejurărilor, această sumă;
- Consiliul de familie indică instituția de credit la care se depun, pe numele minorului, sumele de bani care depășesc nevoile întreținerii minorului și ale administrării bunurilor sale, precum și instrumentele financiare.

Exercită acțiuni sau formulează cereri la instanța de tutelă; consiliul de familie poate face plângere la instanța de tutelă cu privire la actele sau faptele tutorelui păgubitoare pentru minor. Consiliul de familie sau oricare membru al acestuia  pot promova acțiunea în anularea actelor de dispoziție sau care depășesc dreptul de administrare făcute de tutore. La numirea sau, după caz, în timpul tutelei, consiliul de familie poate formula o cerere la instanța de tutelă pentru ca tutorele să dea garanții reale sau personale.
Alte atribuții: Membrii consiliului de familie trebuie să fie prezenți la inventarierea bunurilor minorului. Membrii consiliului de familie sunt ținuți să declare în scris, la întrebarea expresă a delegatului instanței de tutelă, creanțele, datoriile sau alte pretenții pe care le au față de minor. Dacă în aceste condiții nu le-a declarat se înțelege că eu renunțat la ele. 
în lipsa unui tutore desemnat, dacă instanța de tutelă a constituit consiliul de familie, tutorele va fi numit cu consultarea consiliului de familie.

## Legături utile
- Scurt document de prezentare a consiliului de familie pe site-ul Consiliului Superior al Magistraturii[nefuncțională]